# Tipula masakiana
Tipula masakiana är en tvåvingeart som beskrevs av Alexander 1968. Tipula masakiana ingår i släktet Tipula och familjen storharkrankar. Inga underarter finns listade i Catalogue of Life.